# Marco Marin
Marco Marin (* 4. července 1963 Padova, Itálie) je italský politik a bývalý sportovní šermíř, který se specializoval na šerm šavlí.
Itálii reprezentoval v osmdesátých a devadesátých letech. Na olympijských hrách startoval v roce 1984, 1988 a 1992 v soutěži jednotlivců a družstev. V soutěži jednotlivců získal na olympijských hrách 1984 a 1992 stříbrnou olympijskou medaili. S italským družstvem šavlistů vybojoval na olympijských hrách jednu zlatou (1984) a jednu bronzovou (1988) olympijskou medaili a s družstvem získal v roce 1995 vybojoval mistra světa.
V současnosti se angažuje v politice. Mezi roky 2013 a 2018 byl senátorem, od roku 2018 je členem Poslanecké sněmovny. Původně byl členem stran Silvia Berlusconiho, roku 2021 se ale stal místopředsedou nové středopravicové formace Coraggio Italia, než ji v červnu 2022 opustil a založil vlastní sdružení Vinciamo Italia.